# Клітьове кріплення

Кріплення кострове

Костер

Кострове (клітьове) кріплення (рос. крепь костровая, англ. chock, chock support; нім. Pfeilerausbau m, Kasten m) — розташовані на певній відстані одні від одного кріпильні конструкції стовпчатої форми, з окремих дерев'яних, металевих або пневмобалонних елементів, що укладаються один на одного в певному порядку. Кострове кріплення застосовується в очисних виробках як посадкове кріплення при управлінні гірничим тиском способами обвалення і плавного опускання покрівлі, а в підгот. виробках — для кріплення берм (охорони виробок), а також для закладки порожнин над кріпленням при значних вивалах породи з покрівлі виробки. Розрізняють переносне (розбірне) і нерозбірне пересувне кострове кріплення.
Косте́р (від прасл. *kost(ь)rъ — «купа», «стіс»;), кліть — конструкція кріплення для гірничих виробок квадратної, прямокутної або трикутної форми. Має вигляд кліті зі стержнів, які взаємно перетинаються.
Костри (кліті) складають з дерев'яних або металевих балок довжиною 0,7-1,2 м. Як дерев'яні елементи використовують рудникові стояки і бруси, балки для металевих кострів — відрізки старих рудникових рейок, двотаврів або спеціального взаємозамінного профілю (СВП). За кордоном (наприклад, у ФРН) на окр. шахтах застосовують кострові кріплення з нерозбірних пересувних кострів на санчатах, забезпечених розвантажувальними пристроями, а також саморухомих гідрофікованих кострів, що складаються з двох гідравлічних стояків постійного опору, встановлених на одній основі. Кострове кріплення як засіб охорони виробок застосовують при безціликовому відпрацюванні пластів. За кордоном кострове кріплення витісняється досконалішим засобом охорони гірничих виробок — литими смугами з швидкотверднучих матеріалів.